# Tarjannevesi
Le lac Tarjannevesi (finnois : Tarjannevesi) nommé aussi Tarjanne est un lac à Mänttä-Vilppula en Finlande,.

## Présentation
Le lac a une superficie de 54,9 kilomètres carrés et une altitude de 96,1 mètres ce qui en fait le 74ème lac de Finlande.
Le Tarjanne a une hauteur d'eau égale a celle des lacs voisins Vaskivesi, Visuvesi, Palovesi et Ruovesi.
Si l'on considère que ces cinq lacs forment un seul lac nommé Iso-Tarjannevesi, sa surface est de 210 km2 qui le classe 18ème lac de Finlande.